# Aleksej Sidorov
Aleksej Sidorov (Severodvinsk, 22 agosto 1968) è un regista russo.

## Filmografia parziale

### Regista
- Brigada (2002)
- Boj s ten'ju (2004)
- T-34 - Eroi d'acciaio (2019)
- Čempion mira (2021)